# 歌謡曲主義
『歌謡曲主義』（かようきょくしゅぎ）は、2018年4月7日から2022年9月25日まで放送されていた東海ラジオ放送の音楽番組。
本項では、2018年10月2日から放送されている関連番組『歌謡曲主義 26時の歌謡曲』（ - にじゅうろくじのかようきょく）についても記述する。

## 概要
2018年春、東海ラジオは「シニア層（高齢者）のリスナー獲得」を目的に「歌謡曲主義」を掲げ、主にシニア層に支持されている歌謡曲（演歌）に特化した番組編成を行った。この中で週末のワイド番組として誕生したのがスローガンと同名の当番組である。土曜日は演歌歌手三丘翔太（毎月1回のみ羽山みずきが担当）と3月まではJ-POP番組を担当していた井田勝也（東海ラジオアナウンサー）が、日曜はこれまで多くの歌謡曲番組を担当してきた松原敬生（元東海ラジオアナウンサー）がパーソナリティとして起用され、タイトルも出演者の冠を取り、土曜日は「井田・三丘の歌謡曲主義」、日曜日は「松原敬生の歌謡曲主義」と名称が異なっていた。
東海ラジオで演歌・歌謡曲歌手が担当している冠番組のうち、早朝帯放送の3番組と日曜夕方帯放送の1番組が放送枠を移動し同番組内に内包された（後述）。また、3月まで日曜夕方のワイド番組だった「松原敬生の日曜も歌謡曲」が日曜日の12・13時台に移動し、同じくシニア層から根強い支持を得ている野球中継（東海ラジオ ガッツナイタースペシャル）を挟み、2018年～2019年にかけて、東海ラジオは「野球」「演歌（歌謡曲）」というシニア層（および野球・演歌愛好者）に偏重された編成で自主制作番組を放送する体制となる。
2018年10月からは、日曜担当パーソナリティが原光隆（当時、東海ラジオアナウンサー）に交代。2019年4月改編で演歌歌手藤井香愛（毎月1回のみ門松みゆきが担当）がパーソナリティーに追加され、「原・藤井の歌謡曲主義」に日曜日の放送タイトルが改称される。
また「松原敬生の日曜も歌謡曲」が「歌謡曲主義 松原敬生の日曜も歌謡曲」として関連番組化され、月曜から木曜深夜の関連番組として「歌謡曲主義 26時の歌謡曲」が放送を開始する。平日早朝帯に新設されるワイド番組『安蒜豊三 きょうもよろしく』の放送開始に伴い、同時間枠で放送されている演歌・歌謡曲歌手が担当している冠番組の殆どが「歌謡曲主義」「日曜も歌謡曲」「26時の歌謡曲」のいずれかの番組に内包される。
2019年10月からは、土曜の月1回出演が羽山から工藤あやのに担当が変更となったが、それ以外の出演者体制は継続となった。一方で、それまでの内包番組はすべて独立番組として本番組の後枠で放送する体制となり、本番組自体は2時間枠に見直された。2020年春の改編以降も、引き続き内包番組を設定しない2時間番組として放送を続けており、同年秋以降はそれまで本番組が放送されていた14 - 16時台に新たなナイターオフのワイド番組が組まれるため、基本放送時間は17・18時台で通年化される。
2021年春の改編では、土曜日の放送を3時間に拡大し、いくつかの内包番組の設定を復活。土曜は三丘の出演が月2回のみとなり、三丘・工藤ともに出演しない回はゲストパートナーを迎える（ゲストも配置されない場合は井田が単独で進行する）。日曜はパートナーが不在となり、2年ぶりに原の単独進行になる。「26時の歌謡曲」が廃枠になる一方、日曜未明（土曜深夜）に演歌・歌謡曲歌手が担当している冠番組（「26時の歌謡曲」で放送されていた企画を含む）が集約され、「歌謡曲主義 〜暁〜」というゾーンタイトルが付けられる。また「ガッツナイタースペシャル」がナイトゲームとなる場合には本番組を休止するようになり、デーゲーム枠の時間帯は「オールタイムリクエスト TRI-ON」に充てるようになった。
2022年春の改編において、東海テレビ放送の高井一アナウンサーが担当するワイド番組『ONE STYLE』が開始されるため、土曜日の放送が終了。日曜のみ存続し井田が単独で進行する。
こうして4年半「歌謡曲主義」を掲げて放送してきたが、2022年秋改編で局全体のコンセプトを変更するのに伴い、幕を下ろすこととなった。土曜深夜の『歌謡曲主義 〜暁〜』は源石和輝の『Music Submarine』、日曜夕方の『歌謡曲主義』は小島一宏の『C.A.M.P.BASKET』と『かにタク言ったもん勝ち』に充てられる。

## 放送時間

### 歌謡曲主義（放送時間）
| 期間       | 期間       | 土曜          | 土曜 | 日曜          | 日曜                                                       |
| ---------- | ---------- | ------------- | --- | ------------- | ---------------------------------------------------------- |
| 2018.04.07 | 2018.09.30 | 17:00 - 19:30 | 『井田・三丘の歌謡曲主義』 『井田・羽山の歌謡曲主義』（第3週）                                                  | 17:00 - 19:30 | 『松原敬生の歌謡曲主義』                                   |
| 2018.10.06 | 2019.03.31 | 14:00 - 17:00 | 『井田・三丘の歌謡曲主義』 『井田・羽山の歌謡曲主義』（第3週）                                                  | 15:00 - 18:00 | 『原光隆の歌謡曲主義』                                     |
| 2019.04.06 | 2019.09.29 | 17:00 - 19:30 | 『井田・三丘の歌謡曲主義』 『井田・羽山の歌謡曲主義』（第3週）                                                  | 17:00 - 19:30 | 『原・藤井の歌謡曲主義』 『原・門松の歌謡曲主義』（第1週） |
| 2019.10.05 | 2020.03.08 | 14:00 - 16:00 | 『井田・三丘の歌謡曲主義』 『井田・工藤の歌謡曲主義』（第3週）                                                  | 14:00 - 16:00 | 『原・藤井の歌謡曲主義』 『原・門松の歌謡曲主義』（第1週） |
| 2020.03.14 | 2020.11.01 | 17:00 - 19:00 | 『井田・三丘の歌謡曲主義』 『井田・工藤の歌謡曲主義』（第3週）                                                  | 17:00 - 19:00 | 『原・藤井の歌謡曲主義』 『原・門松の歌謡曲主義』（第1週） |
| 2020.11.07 | 2021.03.28 | 17:00 - 19:00 | 『井田・三丘の歌謡曲主義』 『井田・工藤の歌謡曲主義』（第3週）                                                  | 17:00 - 19:00 | 『原・藤井の歌謡曲主義』 『原・門松の歌謡曲主義』（第1週） |
| 2021.04.03 | 2021.09.26 | 17:00 - 20:00 | 『井田・三丘の歌謡曲主義』（第1・2週） 『井田・工藤の歌謡曲主義』（第3週） 『井田・○○の歌謡曲主義』（第4・5週） | 17:00 - 19:00 | 『原光隆の歌謡曲主義』                                     |
| 2021.10.02 | 2022.03.27 | 17:00 - 19:55 | 『井田・三丘の歌謡曲主義』（第1・2週） 『井田・工藤の歌謡曲主義』（第3週） 『井田・○○の歌謡曲主義』（第4・5週） | 17:00 - 19:00 | 『原光隆の歌謡曲主義』                                     |
| 2022.04.03 | 2022.09.25 | －            | － | 17:00 - 19:30 | 『歌謡曲主義』                                             |

プロ野球シーズン（概ね4月から9月）
- 『東海ラジオ ガッツナイタースペシャル』（デーゲーム中継）などの放送時間によっては、繰り下げ・短縮が行われる場合がある（デーゲームが13時開始の場合など、逆に前拡大が行われる場合もある）。また、『ガッツナイタースペシャル』がナイトゲームとなる場合は、2020年度までは13:55 - 15:00または13:55 - 16:00に短縮版を放送していたが、2021年度は番組本編を休止し、後述の内包番組のみ単独番組として放送する。

- また、2018年は当初よりプロ野球の開催予定自体がない場合には13:55から拡大放送を行ったが、17:00までは『ガッツナイタースペシャル』のスタジオバージョンとして扱われた。2019年以降は本番組の拡大ではなく、雨天中止時同様に『サウンドスタジアム』を編成する。

プロ野球オフシーズン（概ね10月から翌年3月）
- 『ガッツナイタースペシャル』としてプロ野球のクライマックスシリーズ、日本シリーズ、開幕カードを中継する場合は、短縮もしくは休止となることがある（2018年度は競艇のSG競走の優勝戦中継がある場合も該当）。

- 2021年の日本シリーズ開催予定日は、内包番組を単独番組として放送する一方、番組本編も試合中止またはシリーズ決着済で非開催の場合の雨傘番組『歌謡曲主義アネックス』として編成する形式となった。

### 26時の歌謡曲（放送時間）
- 2018年10月1日 - 2021年3月25日 : 月曜 - 木曜 26:00 - 27:00（火曜 - 金曜 2:00 - 3:00）

### 歌謡曲主義 〜暁〜（放送時間）
- 2021年4月3日 - 2022年9月24日 : 土曜 27:00 - 28:45（日曜 3:00 - 4:45）

## 出演者

### 歌謡曲主義（出演者）
- 井田勝也（2018年4月7日 - 2022年9月25日、東海ラジオアナウンサー）

#### 以前の出演者

##### 土曜（出演者）
- 三丘翔太（2018年4月7日 - 2022年3月12日、演歌歌手）
2021年4月からは原則毎月第1週・第2週のみ出演。
- 羽山みずき（月1回のみ出演、2018年4月28日 - 2019年9月21日、演歌歌手）
- 工藤あやの（月1回のみ出演、2019年11月16日[注 3] - 2022年3月19日、演歌歌手）
- 日替わりパートナー（2021年4月 - 2022年3月の毎月第4週・第5週）
  - 黒木ナルト（2021年4月3日）
  - 彩青（2021年5月22日）
  - おかゆ（2021年5月29日）
  - 谷龍介（2021年6月26日）
  - はやぶさ（2021年7月24日）
  - 大石まどか（2021年8月28日）
  - 山崎ていじ（2021年10月30日）
  - 吉田ひろき（2021年11月27日→2021年12月4日）
2021年11月27日、日本シリーズの雨傘番組として編成されたが、野球中継が行われたため放送されなかったため、翌週12月4日に「井田・吉田の歌謡曲主義アネックス」として内包。
  - 天野涼（2022年1月22日）
  - 望月琉叶（2022年3月26日）

##### 日曜（出演者）
- 松原敬生（2018年4月8日 - 9月30日、元東海ラジオアナウンサー）
- 原光隆（2018年10月7日 - 2022年3月27日、当時東海ラジオアナウンサー→2019年9月1日よりタレント）
- 藤井香愛（2019年4月14日 -[注 4] 2021年3月28日、歌謡歌手）
- 門松みゆき（月1回のみ出演、2019年4月7日 - 2021年3月7日 、演歌歌手）

### 26時の歌謡曲（出演者）
- （★）は東海ラジオアナウンサー。

| 期間       | 期間       | 月曜       | 月曜           | 火曜     | 火曜           | 水曜       | 水曜       | 木曜       | 木曜       |
| ---------- | ---------- | ---------- | -------------- | -------- | -------------- | ---------- | ---------- | ---------- | ---------- |
| 2018.10.01 | 2019.03.28 | 松阪ゆうき | 前野沙織 （★） | 津吹みゆ | 井田勝也 （★） | 後藤隆     | 松原敬生   | 工藤あやの | 原光隆     |
| 2019.04.01 | 2019.09.26 | 松阪ゆうき | 前野沙織 （★） | 津吹みゆ | 井田勝也 （★） | 辰巳ゆうと | 辰巳ゆうと | 工藤あやの | 原光隆     |
| 2019.09.30 | 2020.03.26 | 純烈       | 純烈           | 中澤卓也 | 中澤卓也       | 辰巳ゆうと | 辰巳ゆうと | 原光隆     | 原光隆     |
| 2020.03.30 | 2021.03.25 | 純烈       | 純烈           | 中澤卓也 | 中澤卓也       | 辰巳ゆうと | 辰巳ゆうと | 真田ナオキ | 真田ナオキ |

### 歌謡曲主義 〜暁〜（出演者）
●印は、「26時の歌謡曲」終了に伴い単独番組となったもの。○印は、番組開始前に別の時間帯で放送されていたもの。
- 辰巳ゆうと「辰巳ゆうとのYOUとピア 〜あなたと一緒〜」（27:00～27:15）
- 彩青「彩青の“しゃべり者です”」●（27:15～27:30）
- 原田波人「原田波人の全力ラジオ！」（27:30～27:45、2021年12月4日～）
- パク・ジュニョン「パク・ジュニョンのギューッと離さない♡」○（27:45～28:00）
- 藤井香愛「藤井香愛のkawaiiらじお」（28:00～28:15、2021年10月2日～）

※歌謡曲主義終了後も「Music Submarine」に内包された「第二章（毎週土曜日28:00～28:10、2022年10月1日～2023年3月25日）」、「第三章（毎週日曜日4:45～5:00、2023年4月2日～2024年3月31日）」を経て、「第四章（毎週日曜日5:00～5:152024年4月7日～2025年3月30日予定）」、「第五章（2025年4月6日～予定）」と唯一放送を継続中。
- 田中あいみ「田中あいみ はんなりラジオ」（28:15～28:30）
- 青山新「青山新の歌う青春一直線!」●（28:30～28:45）

#### 以前の出演者
- 水雲-MIZMO-「水雲-MIZMO-のみんなずっともっと」○（2021年4月3日～9月25日、28:00～28:15）
- 中澤卓也「中澤卓也のミッドナイトピットイン」（2021年4月3日～11月27日、27:30～27:45）

## コーナー
○印は、番組開始前に別の時間帯で放送されていたもの。◎印はプロ野球ナイター中継に伴い本編休止の場合、単独番組として放送。

### 歌謡曲主義（コーナー）

#### 土曜（コーナー）
- 市川由紀乃の歌の贈り物○◎（2019年10月から2021年3月までは独立番組となっていたが、2021年4月より内包番組に復帰。ラジオ福島にも時差ネット）
- 純烈だもの◎（2021年4月 - ）
- カラオケ選手権予選通過者 音源オンエア - 本番組の開始と同時に開始されるイベント「カラオケ選手権予選会」でテープ審査を通過した出場者の歌声を放送する[5]。
- 若手演歌歌手などのインタビューゲスト

#### 日曜（コーナー）
- 真田ナオキの本気で…!?◎（2021年4月 - ）
- カラオケ選手権予選通過者 音源オンエア - 本番組の開始と同時に開始されるイベント「カラオケ選手権予選会」でテープ審査を通過した出場者の歌声を放送する[5]。
- 中堅演歌歌手などのインタビューゲスト

#### 以前のコーナー
土曜
- パク・ジュニョンのギューッと離さない♡ ○（2019年9月まで。10月からは土曜16:20-16:35の枠で再独立。2021年4月より「歌謡曲主義 ～暁～」枠へ編入）

日曜
- 丘みどりのそばにいて♡ ○（2018年4月8日 - 9月30日、10月7日より内包先が「松原敬生の日曜も歌謡曲」枠内へ変更。2019年10月からは日曜16:00-16:20の枠で再独立。2021年4月現在の基本放送枠は月曜19:30 - 20:00）
- 杜このみのこのみうた♪ ○（2019年9月まで日曜、10月からは日曜16:20-16:35の枠で再独立。2021年3月に単独番組としても終了）
- 水雲-MIZMO-のみんなずっともっと（2018年10月7日より2019年9月まで内包、2018年9月以前は金曜5:00-5:10の単独枠。2019年10月からは土曜16:35-16:50の枠で再独立。2021年4月より「歌謡曲主義 ～暁～」枠へ編入）
- 中京競馬実況中継（不定期） - 中京競馬場にてG1競走が行われる場合に限り、該当するレースを中継（2020年現在は高松宮記念[注 7]とチャンピオンズカップが該当。ただし後者は編成の都合上2018年は中継せず）。2020年度より本番組自体が通年で夕方の放送となったため、競馬中継がある場合も本番組への内包ではなくなった。

### 26時の歌謡曲（コーナー）

#### 水曜
- 彩青の“しゃべり者(もん)です”（2020年4月1日 - 、2020年3月までは土曜16:50 - 17:00の単独枠）

#### 木曜
- 青山新の歌う青春一直線!（2020年4月2日 - ）

#### 以前のコーナー
- 純烈!全国烈伝（2019年4月1日 - 2019年9月23日、純烈が月曜パーソナリティとなったため終了。）
- 川上大輔の大ちゃんに任せなさい!（2018年10月2日 - 2019年9月24日）
- 東山彩の彩り彩彩（2018年10月5日 - 2019年8月29日、2018年9月までは木曜5:00 - 5:10の単独枠）